# 中国—阿联酋关系
中国—阿联酋关系（阿拉伯语：العلاقات الصينية الإماراتية），是指歷史上的中國和阿聯酋、以至現在中華人民共和國與阿拉伯聯合酋長國之間的雙邊關係。

## 歷史
在中華人民共和國與阿联酋建交前，一些阿联酋商人在广交会购入了大量中国商品；1979年，阿联酋方面的外交人員表示兩國建交並不容易，要面對很大的阻力，希望先與中華人民共和國发展贸易和文化領域上的往来，待时机成熟後才談建交的事:1996。1984年11月1日，中華人民共和國與阿联酋建立外交關係；此後，中華人民共和國主席楊尙昆、國務院總理李鹏、國防部長秦基偉等人均曾出訪阿联酋:18。
後來，阿联酋和伊朗之間發生領土糾紛，阿联酋方面希望得到中華人民共和國的支持；同時，中華民國總統李登辉访问阿联酋，中華人民共和國與阿联酋間的外交关系掉進谷底，但中国没有召回大使:74。1997年，國務院副總理吴邦国到访阿联酋，阿联酋向中方保證同類事件不會再发生，兩國關係好轉:74。
2005年9月30日，中華民國總統陳水扁在中美洲行程結束後到阿布扎比進行過境訪問，在當地受到元首級接待；中華人民共和國方面對陳水扁此舉表示強烈不滿，又指阿聯酋允許陳水扁過境的做法會對兩國關係帶來負面影響。翌年5月，陳水扁专机也在阿布扎比短暂停留。
2017年12月19日，中国和阿拉伯联合酋长国19日以互换照会方式再次修订《中阿关于互免持外交护照人员签证的谅解备忘录》，将两国持普通护照人员纳入免签范围。阿联酋由此成为第11个与中国互免普通护照签证的国家。2021年3月27日，中国外交部长王毅抵达阿联酋，阿联酋阿布扎比王储哈姆丹·本·穆罕默德·本·拉希德·阿勒马克图姆会见王毅。3月28日，王毅在阿布扎比同阿联酋外长阿卜杜拉举行会谈，双方宣布就健康码互认达成原则一致，共同出席中阿两国合作灌装中国疫苗生产线项目的“云启动”仪式。5月23日，阿拉伯联合酋长国外交与国际合作部和中国驻阿联酋大使馆联合宣布，为海外中国公民接种新冠疫苗的“春苗行动”在迪拜正式启动。
2023年2月20日，第十六届阿布扎比国际防务展（IDEX）在阿联酋首都阿布扎比开幕，国家国防科技工业局组织中航技等多家军贸公司以“中国军工”国家展团形式参展，突出展示多型高新航空军贸产品。21日，中国与阿联酋已经成功签约向阿出口L15“猎鹰”教练机。

## 经贸关系
- 中國大陸出口到阿联酋的产品[15]
- 阿联酋出口到中國大陸的产品[16]

截至2014年10月，阿联酋是中華人民共和國在阿拉伯世界的第二大贸易伙伴和第一大出口市场。兩國於2013年的双边贸易總额为462亿美元，比去年增长約14.4%，其中中國出口334亿美元，阿联酋出口128亿美元；中國出口到阿联酋的貨品有机电产品、輕工業产品、纺织品等，阿联酋則出口石油、液化石油气等貨品到中國。
截至2004年中旬，阿联酋國內有逾300家中国公司，其中180家公司設於迪拜、110家公司設於夏尔迦。
2021年6月11日，美国拜登政府要求阿联酋在未来四年内更换中国华为的通信设备，否则将在2026年至2027年期间不再供给阿联酋F-35战斗机。此前2019年7月，阿联酋政府顶住美国特朗普政府压力，仍然允许华为5G系统的建设。

## 文化關係
阿联酋的迪拜大学與扎耶德大學分別設有兩家孔子学院；阿布扎比中文学校由国家汉办和阿布扎比教育委員會合作开设，是中華人民共和國政府在中东地区設立的第一所中文学校。
中阿卫视是一家由迪拜华商与阿联酋王室成员共同创办的电视台，播送的電視節目主要向觀眾提供兩國的重要资讯、亦有介紹兩國之間的合作與交流，以中文或阿拉伯语播出。
中醫學的针灸技術在阿联酋國內取得一定程度的发展；截至1995年，阿联酋國內有近100名针灸医师、約10家中医诊所。针灸療法在1980年代进入阿联酋；其後，阿联酋逐漸对外开放、當地经济亦有改革和发展，更多针灸医师因而到阿联酋執業。

## 軍事關係
2023年8月，中国和阿联酋举行首次空军联合训练。

## 外部連結
- 中华人民共和国驻阿拉伯联合酋长国大使馆官方网站（简体中文）（英文）
  - 中华人民共和国驻阿拉伯联合酋长国大使馆经济商务处官方网站（简体中文）
- 中华人民共和国驻迪拜总领事馆官方网站（简体中文）（英文）
  - 中华人民共和国驻迪拜总领事馆经济商务处官方网站（简体中文）
- 阿联酋驻华大使馆官方网站（简体中文）（英文）（阿拉伯文）